# Padre João Ribeiro
João Ribeiro Pessoa de Melo Montenegro, o Padre João Ribeiro (Capitania de Pernambuco, 28 de fevereiro de 1766 — Olinda, 19 de maio de 1817), foi um religioso e revolucionário brasileiro.
Foi líder e mártir da Revolução Pernambucana de 1817, e o criador da bandeira de Pernambuco.

## Biografia
João Ribeiro Pessoa de Melo Montenegro nasceu em local controverso, possivelmente em Tracunhaém, na Capitania de Pernambuco, em 28 de fevereiro de 1766. Era filho de Manuel de Melo Montenegro e de Genebra Francisca de Vasconcelos Pessoa, nobres pernambucanos que constam na Nobiliarquia Pernambucana de Borges da Fonseca. Neto paterno de Domingos de Melo Montenegro, capitão de ordenanças, e de Teresa Maria de Sá de Melo. Neto materno do Capitão-Mor João Ribeiro Pessoa, Juiz Ordinário e Juiz de Órfãos de Igarassu, e de Genebra de Vasconcelos e Castro.  
Passou a infância em Sobral, na Capitania do Ceará, porém estudou artes e humanidades em Olinda, onde teve os primeiros contatos com o iluminismo das últimas décadas do século XVIII.
Foi auxiliar do monsenhor Manuel Arruda Câmara, naturalista de grande renome e com notável influência na sua formação liberal permeada de princípios iluministas.
Arruda Câmara havia fundado na Capitania de Pernambuco o Areópago de Itambé, primeira loja maçônica do Brasil, e esteve implicado na Conspiração dos Suassunas. O Padre João Ribeiro Pessoa, que trabalhava como desenhista botânico nas suas expedições científicas, tornou-se seguidor de seus ideais libertários.
João Ribeiro era amado e respeitado por ricos e pobres. O comerciante francês Louis-François de Tollenare, discorrendo sobre seu amigo, disse que o religioso era “um homem pobre, mas bastante filósofo para desprezar a riqueza”, e que "ninguém na Europa imaginaria haver aqui alguém tão sábio". Tollenare, porém, o achava bondoso demais, desprovido da malícia necessária para atuar na política, e inferiu: "se sacrificaria pela sua pátria, mas seria incapaz de salvá-la…".
Apoiador de Napoleão Bonaparte, como seguidor das ideias bonapartistas, foi considerado o líder moral e religioso da Revolução Pernambucana e um dos chefes do governo provisório, atuando junto ao seu primo, o General Domingos Teotônio Jorge Martins Pessoa, que foi o líder militar da revolução e "Ditador de Pernambuco". 
Percebendo o fracasso militar do movimento que liderava e a aproximação das tropas portuguesas, João Ribeiro Pessoa cometeu suicídio em 19 de maio de 1817, enforcando-se na capela do Engenho Paulista, em Olinda — atual município de Paulista — após a derrota dos revoltosos na batalha do Engenho Trapiche. Mas, por ordem do vice-almirante português Rodrigo Lobo, seu corpo foi desenterrado, esquartejado e sua cabeça exposta na ponta de uma vara no centro do Recife, onde ficou por dois anos.